# Nebojša Rodić
Pour les articles homonymes, voir Rodić.
Nebojša Rodić (en serbe cyrillique : Небојша Родић ; né en 1953 à Šabac) est un haut fonctionnaire et homme politique serbe, membre du Parti progressiste serbe (SNS). 
De 2013 à 2014, il est ministre de la Défense dans le gouvernement d'Ivica Dačić.
Il est, depuis 2018, l'ambassadeur serbe en Autriche.

## Parcours
Nebojša Rodić suit les cours de la Faculté de droit de l'université de Belgrade, où il obtient une licence en 1976, un master en 2000 et un doctorat en 2008. Il suit également les cours de l'École nationale de défense (en serbe : Škola narodne odbrane) au sein du Centre des écoles supérieures de guerre (Centar visokih vojnih škola).
Nebojša Rodić passe la plus grande partie de sa carrière dans la fonction publique. En 1996 et 1997, il est secrétaire de la Commission électorale de la république de Serbie, ce qui, par la suite, a créé autour de lui des controverses autour d'éventuels trucages électoraux ; l'actuel Parti progressiste serbe (SNS) soutient que les manipulations ont eu lieu après le limogeage de Rodić en avril 1997. En 1998, Nebojša Rodić est secrétaire de la « Commission pour le référendum sur la médiation étrangère dans la résolution de la crise du Kosovo » puis il devient secrétaire adjoint de l'Assemblée nationale et chef de cabinet du président de l'Assemblée. Il travaille ensuite au ministère fédéral des Affaires étrangères, où il est chargé des affaires administratives et juridiques et a le titre d'ambassadeur.
De 2005 à 2007, il est nommé par le gouvernement directeur de l'École supérieure de technologie de Šabac, où il donne aussi des cours.
En 2012, à la suite de l'élection de Tomislav Nikolić, membre du Parti progressiste serbe, à la présidence de la République, Nebojša Rodić devient secrétaire général de la présidence. En août de la même année, il est nommé directeur de l'Agence de sécurité et de renseignement (Bezbednosno-informativna agencija ; en abrégé : BIA), le service de renseignements serbe, directement subordonné au gouvernement. Dans les premiers mois de sa fonction, il est confronté au scandale d'écoutes téléphoniques émanant de l'Administration de la police criminelle du ministère de l'Intérieur et visant le président Nikolić et le premier vice-président du gouvernement Aleksandar Vučić ; à cette époque, la BIA déjoue cette tentative.
En 2013, une crise politique se déroule au sein de la coalition gouvernementale issue des élections législatives de 2012. Ivica Dačić exclut le parti Régions unies de Serbie (URS) de son gouvernement et, notamment, son représentant le plus éminent, président de ce parti et ministre des Finances et de l'Économie, Mlađan Dinkić. Le 2 septembre 2013, Nebojša Rodić est officiellement élu ministre de la Défense.

## Vie privée
Nebojša Rodić est marié et père de deux enfants. Il parle français et anglais. Il est le coauteur d'un ouvrage intitulé Sve Vlade Srbije od 1804. do 2004 (Tous les gouvernements de la Serbie de 1804 à 2004).